# Yoshima Suga
Yoshima Suga (jap. 菅芳松 Suga Yoshima; ur. 2 stycznia 1946 w prefekturze Niigata) – japoński zapaśnik walczący w stylu klasycznym. Olimpijczyk z Montrealu 1976, gdzie zajął czwarte miejsce w kategorii 57 kg.